# حرشفية الثمرة
حرشفية الثمرة (الاسم العلمي: Pholidocarpus)، جنس نباتات مُزهرة من فصيلة النخلية، موطنها جنوب شرق آسيا.
أصل التسمية مشتق من اليونانية القديمة. فولِدوس Pholidos (حرشفة)، كاربوس carpos ( ثمرة)، إشارةً إلى الثمار ذات الثآليل الفلينية.

## الأنواع
يشتمل الجنس على الأنواع التالية
- Pholidocarpus ihur (Giseke) Blume - سولاوسي، ملقا
- Pholidocarpus kingianus (أدواردو بيكاري) Ridl. - شبه الجزيرة الماليزية
- Pholidocarpus macrocarpus Becc. - شبه الجزيرة الماليزية، تايلاند، سومطرة
- Pholidocarpus majadum Becc. - بورنيو
- Pholidocarpus mucronatus Becc. - سومطرة
- Pholidocarpus sumatranus Becc. - سومطرة